# Leonor Piúza
Leonor Piúza (14 de abril de 1978) é uma atleta moçambicana, especialista em 800 metros, que venceu a medalha de ouro nos Jogos Pan-Africanos de 2007. 
O seu recorde pessoal é de 2:01.71 m, conseguido em junho de 2007 em Villefranche-sur-Saône.